# Richie Rich (film)
Richie Rich is een Amerikaanse komische film uit 1994, gebaseerd op het gelijknamige stripfiguur van Harvey Comics. De film is geregisseerd door Donald Petrie, met in de hoofdrol Macaulay Culkin.

## Verhaal
Richie Rich is het rijkste kind ter wereld. Hij heeft een achtbaan in zijn achtertuin, een eigen McDonald's, een eigen butler, en zijn ochtendgymnastiek doet hij samen met Claudia Schiffer. Hij heeft alles wat een mens met geld kan kopen, behalve vrienden. Hij probeert wel een paar keer vrienden te worden met wat kinderen uit de buurt, maar zijn rijkdom schrikt hen af. Cadbury, Richies butler, besluit hier verandering in te brengen.
Lawrence van Dough, de adviseur van de Rich-familie, smeed in het geheim plannen om hun fortuin te stelen. Wanneer de Rich-familie een uitstapje naar Engeland maakt, laat hij een bom aan boord van het vliegtuig smokkelen. Hij hoopt zo de hele familie in een keer uit te schakelen. Cadbury overtuigt Richard en Regina Rich echter om op het laatste moment Richie thuis te laten, zodat hij met Cadbury’s hulp eindelijk vrienden kan maken. Hij nodigt tegen betaling de kinderen uit de buurt uit, zodat ze Richie kunnen leren kennen. Richard en Regina vertrekken met het vliegtuig. Onderweg ontploft de bom en stort het vliegtuig in zee. De twee overleven de crash, maar zijn nu gestrand in een reddingsboot en iedereen denkt dat ze zijn omgekomen.
Van Dough ontdekt al snel dat Richie nog in leven is. Om zich ook van Richie te ontdoen laat hij eerst Cadbury de moord op Richies ouders in de schoenen schuiven zodat hij wordt gearresteerd. Daarna begint hij het huispersoneel te ontslaan om Richie te isoleren van de buitenwereld. Richie kan met behulp van professor Keenbean ontsnappen uit het huis. Ze bevrijden Cadbury uit de gevangenis, en beramen met Richies nieuwe vrienden een inval om Van Dough te stoppen. Ondertussen, op zee, slaagt Richard erin om de dadlink, een zender waarmee Richie altijd zijn positie kan zien, te repareren. Het signaal van de dadlink wordt echter onderschept door Van Dough, die de twee meteen laat ophalen en gevangennemen.
De inval slaagt aanvankelijk, maar Richie en co worden uiteindelijk betrapt en gevangen. Met Richie als gijzelaar dwingt Van Dough Richard en Regina om de locatie van de familiekluis te onthullen. Richie en co kunnen later ontsnappen, maar dan is Van Dough al bij de kluis. Deze blijkt tot zijn ontsteltenis echter geen enkele vorm van geld, juwelen of andere rijkdommen te bevatten, maar enkel voorwerpen waar Richard en Regina zeer goede herinneringen aan hebben. Gefrustreerd probeert Van Dough de twee neer te schieten, maar Richie komt op tijd tussenbeide. Het komt tot een achtervolging op Mount Richmore, een enorm stenen standbeeld van Richard, Regina en Richie. Terwijl Van Dough hen achtervolgt, probeert een van zijn handlangers het hele gezelschap van het beeld te schieten met een laser. Cadbury schakelt de handlanger uit, terwijl de familie Rich Van Dough verslaat.
Later is alles weer bij het oude. Richie speelt in de tuin van het huis een partij honkbal met zijn nieuwe vrienden.

## Rolverdeling
| Acteur             | Personage                       |
| ------------------ | ------------------------------- |
| Macaulay Culkin    | Richie Rich                     |
| John Larroquette   | Lawrence Van Dough              |
| Edward Herrmann    | Richard Rich                    |
| Christine Ebersole | Regina Rich                     |
| Jonathan Hyde      | Herbert Arthur Runcible Cadbury |
| Michael McShane    | Professor Keenbean              |
| Chelcie Ross       | Ferguson                        |
| Mariangela Pino    | Diane Pazinski                  |
| Stephi Lineburg    | Gloria Pazinski                 |
| Michael Maccarone  | Tony                            |
| Joel Robinson      | Omar                            |
| Jonathan Hilario   | Pee Wee                         |
| Claudia Schiffer   | Aerobics instructrice           |
| Rory Culkin        | Jonge Richie                    |

## Achtergrond

### Productie
- De achtbaan in de achtertuin van Richie was de 'Iron Wolf' en stond toen in 'Six Flags Great America'.
- Het huis en de tuin is in werkelijkheid Biltmore Estate en staat in Asheville, North Carolina.
- De scène op Mount Richmore is een parodie op een soortgelijke scène op Mount Rushmore uit de film North by Northwest. In een scène van de film zit Van Dough even naar deze film te kijken.

### Reacties
Op Rotten Tomatoes scoorde de film anno 2015 24% aan goede kritieken van de critici en 31% van het publiek. Roger Ebert gaf de film in zijn beoordeling drie van vier mogelijke sterren.

## Prijzen en nominaties
In 1995 werd Macaulay Culkin voor zijn rol in “Richie Rich” genomineerd voor een Golden Raspberry Award in de categorie “slechtste acteur”.